# Indonézia az olimpiai játékokon
Indonézia első alkalommal 1952-ben vett részt az olimpiai játékokon, és azóta minden nyári sportünnepre küldött sportolókat, kivéve az 1964-es és 1980-as játékokat, mikor csatlakoztak az Egyesült Államok vezette a moszkvai olimpia bojkottjához. Indonézia eddig egyszer sem indult a téli olimpiai játékokon.
Az indonéz atléták 40 olimpiai érmet nyertek a 2024-es párizsi olimpiáig, legtöbbet tollaslabdában és női súlyemelésben.
Az Indonéziai Nemzeti Sportbizottságot 1946-ban alapították, és a NOB 1952-ben vette fel tagjai közé.

## Érmesek
| Érem  | Név                                                  | Olimpia              | Sport       | Versenyszám      |
| ----- | ---------------------------------------------------- | -------------------- | ----------- | ---------------- |
| Ezüst | Lilies Handayani Nurfitriyana Saiman Kusuma Wardhani | 1988, Szöul          | Íjászat     | Női csapat       |
| Arany | Alan Budikusuma                                      | 1992, Barcelona      | Tollaslabda | Férfi egyes      |
| Arany | Susi Susanti                                         | 1992, Barcelona      | Tollaslabda | Női egyes        |
| Ezüst | Ardy Wiranata                                        | 1992, Barcelona      | Tollaslabda | Férfi egyes      |
| Ezüst | Eddy Hartono Rudy Gunawan                            | 1992, Barcelona      | Tollaslabda | Férfi páros      |
| Bronz | Hermawan Susanto                                     | 1992, Barcelona      | Tollaslabda | Férfi egyes      |
| Arany | Rexy Mainaky Ricky Subagja                           | 1996, Atlanta        | Tollaslabda | Férfi páros      |
| Ezüst | Mia Audina                                           | 1996, Atlanta        | Tollaslabda | Női egyes        |
| Bronz | Antonius Ariantho Denny Kantono                      | 1996, Atlanta        | Tollaslabda | Férfi páros      |
| Bronz | Susi Susanti                                         | 1996, Atlanta        | Tollaslabda | Női egyes        |
| Arany | Tony Gunawan Candra Wijaya                           | 2000, Sydney         | Tollaslabda | Férfi páros      |
| Ezüst | Tri Kusharjanto Minarti Timur                        | 2000, Sydney         | Tollaslabda | Vegyes páros     |
| Ezüst | Hendrawan                                            | 2000, Sydney         | Tollaslabda | Férfi egyes      |
| Ezüst | Raema Lisa Rumbewas                                  | 2000, Sydney         | Súlyemelés  | Női 48 kg        |
| Bronz | Sri Indriyani                                        | 2000, Sydney         | Súlyemelés  | Női 48 kg        |
| Bronz | Winarni Binti Slamet                                 | 2000, Sydney         | Súlyemelés  | Női 53 kg        |
| Arany | Taufik Hidayat                                       | 2004, Athén          | Tollaslabda | Férfi egyes      |
| Ezüst | Raema Lisa Rumbewas                                  | 2004, Athén          | Súlyemelés  | Női 53 kg        |
| Bronz | Sony Dwi Kuncoro                                     | 2004, Athén          | Tollaslabda | Férfi egyes      |
| Bronz | Hian Eng Flandy Limpele                              | 2004, Athén          | Tollaslabda | Férfi páros      |
| Arany | Hendra Setiawan Markis Kido                          | 2008, Peking         | Tollaslabda | Férfi páros      |
| Ezüst | Nova Widianto Lilyana Natsir                         | 2008, Peking         | Tollaslabda | Vegyes páros     |
| Bronz | Raema Lisa Rumbewas                                  | 2008, Peking         | Súlyemelés  | Női 53 kg        |
| Bronz | Maria Kristin Yulianti                               | 2008, Peking         | Tollaslabda | Női egyes        |
| Bronz | Eko Yuli Irawan                                      | 2008, Peking         | Súlyemelés  | Férfi 56 kg      |
| Bronz | Taufik Triyatno                                      | 2008, Peking         | Súlyemelés  | Férfi 62 kg      |
| Ezüst | Citra Febrianti                                      | 2012, London         | Súlyemelés  | Női 53 kg        |
| Ezüst | Eko Yuli Irawan                                      | 2012, London         | Súlyemelés  | Férfi 62 kg      |
| Bronz | Taufik Triyatno                                      | 2012, London         | Súlyemelés  | Férfi 69 kg      |
| Arany | Liliyana Natsir Tontowi Ahmad                        | 2016, Rio de Janeiro | Tollaslabda | Vegyes páros     |
| Ezüst | Sri Wahyuni Agustiani                                | 2016, Rio de Janeiro | Súlyemelés  | Női 48 kg        |
| Ezüst | Eko Yuli Irawan                                      | 2016, Rio de Janeiro | Súlyemelés  | Férfi 62 kg      |
| Arany | Greysia Polii Apriyani Rahayu                        | 2020, Tokió          | Tollaslabda | Női páros        |
| Ezüst | Eko Yuli Irawan                                      | 2020, Tokió          | Súlyemelés  | Férfi 61 kg      |
| Bronz | Windy Cantika Aisah                                  | 2020, Tokió          | Súlyemelés  | Női 49 kg        |
| Bronz | Rahmat Erwin Abdullah                                | 2020, Tokió          | Súlyemelés  | Férfi 73 kg      |
| Bronz | Anthony Sinisuka Ginting                             | 2020, Tokió          | Tollaslabda | Férfi egyes      |
| Arany | Veddriq Leonardo                                     | 2024, Párizs         | Sportmászás | Férfi gyorsasági |
| Arany | Rizki Juniansyah                                     | 2024, Párizs         | Súlyemelés  | Férfi 73 kg      |
| Bronz | Gregoria Mariska Tunjung                             | 2024, Párizs         | Tollaslabda | Női egyéni       |

## Éremtáblázatok

### Érmek a nyári olimpiai játékokon
| Olimpia              | Arany          | Ezüst          | Bronz          | Összesen       |
| 1952, Helsinki       | 0              | 0              | 0              | 0              |
| 1956, Melbourne      | 0              | 0              | 0              | 0              |
| 1960, Róma           | 0              | 0              | 0              | 0              |
| 1964, Tokió          | nem vett részt | nem vett részt | nem vett részt | nem vett részt |
| 1968, Mexikóváros    | 0              | 0              | 0              | 0              |
| 1972, München        | 0              | 0              | 0              | 0              |
| 1976, Montréal       | 0              | 0              | 0              | 0              |
| 1980, Moszkva        | nem vett részt | nem vett részt | nem vett részt | nem vett részt |
| 1984, Los Angeles    | 0              | 0              | 0              | 0              |
| 1988, Szöul          | 0              | 1              | 0              | 1              |
| 1992, Barcelona      | 2              | 2              | 1              | 5              |
| 1996, Atlanta        | 1              | 1              | 2              | 4              |
| 2000, Sydney         | 1              | 3              | 2              | 6              |
| 2004, Athén          | 1              | 1              | 2              | 4              |
| 2008, Peking         | 1              | 1              | 4              | 6              |
| 2012, London         | 0              | 2              | 1              | 3              |
| 2016, Rio de Janeiro | 1              | 2              | 0              | 3              |
| 2020, Tokió          | 1              | 1              | 3              | 5              |
| 2024, Párizs         | 2              | 0              | 1              | 3              |
| Összesen             | 10             | 14             | 16             | 40             |

## Érmek sportáganként

### Érmek a nyári olimpiai játékokon sportáganként
| Indonézia érmei a nyári olimpiai játékokon sportáganként | Indonézia érmei a nyári olimpiai játékokon sportáganként | Indonézia érmei a nyári olimpiai játékokon sportáganként | Indonézia érmei a nyári olimpiai játékokon sportáganként | Az olimpiai zászlaja |

| Sportág     | Arany | Ezüst | Bronz | Összesen |
| ----------- | ----- | ----- | ----- | -------- |
| Tollaslabda | 8     | 6     | 8     | 22       |
| Súlyemelés  | 1     | 7     | 8     | 16       |
| Sportmászás | 1     | 0     | 0     | 1        |
| Íjászat     | 0     | 1     | 0     | 1        |
| Összesen    | 10    | 14    | 16    | 40       |